# Seno Ulises
Seno Ulises (spanisch, in Argentinien Seno Oseres) ist eine Bucht an der Danco-Küste des Grahamlands im Norden der Antarktischen Halbinsel. Sie liegt an der Graham-Passage und wird östlich durch den südlichen Teil der Behn-Halbinsel begrenzt.
Chilenische Wissenschaftler benannten sie nach dem Meeresbiologen Ulises Moreno, einem Teilnehmer der 10. Chilenischen Antarktisexpedition (1955–1956), der dabei zur Landungsmannschaft auf der Peter-I.-Insel gehört hatte. Namensgeber der argentinischen Benennung ist vermutlich Juan Oseres, der 1977 auf der Orcadas-Station tätig war.